# 摩城唱片
摩城唱片或摩城（英語：Motown Records，简称Motown），是美国环球音乐集团所拥有的一家唱片公司。摩城唱片的前身是塔姆拉唱片（Tamla Records），它于1959年1月12日由貝瑞·高迪创立；1960年4月14日，公司改组为摩城唱片。

## 摩城之声
摩城唱片专营一种名为“摩城之声”（The Motown sound）的灵魂乐。摩城之声注重流行音乐的感染力，通常以铃鼓作为背景节奏，突出且旋律优美的电贝斯吉他声部，独特的旋律与和弦结构，以及源自福音音乐的呼应式演唱风格。

## 旗下著名歌手及樂團
- 至上女声组合（The Supremes）
- 誘惑合唱團（The Temptations）
- 马文·盖伊（Marvin Gaye）
- 黛安娜·罗斯（Diana Ross）
- 史蒂维·旺德（Stevie Wonder）
- 海軍准將（Commodores）
- 積遜五人組（The Jackson 5）
- 迈克尔·杰克逊（Michael Jackson）
- 傑曼·傑克森（Jermaine Jackson）
- 莱昂纳尔·里奇（Lionel Richie）
- 席依達·蓋瑞特（Siedah Garrett）
- 拉蒂法女皇（Queen Latifah）
- 約翰尼·吉爾（Johnny Gill）
- 大人小孩雙拍檔（Boyz II Men）